# مدفع يافوخي

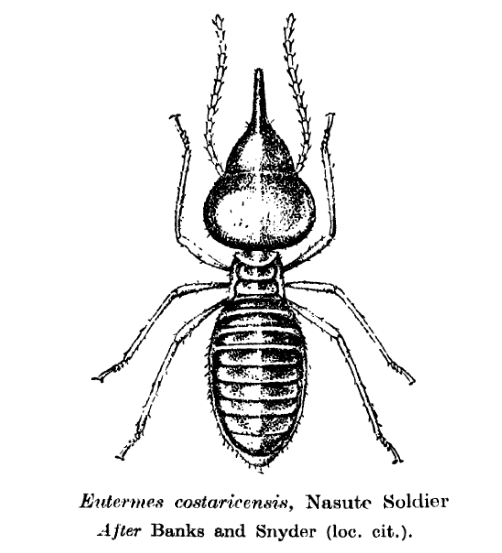

المدفع اليافوخي هو نوع من الأسلحة الخاصة التي يستخدمها الجنود في فصيلة النمل الأبيض في أمريكا الشمالية ناسوتيتيرميتيناي لصد الضواري. يعتبر «المدفع» الذي يقع على مقدمة وجهة الجنود في فصيلة النمل الأبيض سلاحًا كيميائيًا يتم إطلاقه عندما يقبض النمل الأبيض عضلاته الفموية، التي بإمكانها «قذف المادة الصادرة من الغدة الأمامية إلى مسافة تبلغ سنتيمترات عديدة». يتم دفع المادة الغددية إلى الخارج عبر مقدمة الأنف الداخلي ومسامه التي تغطي جزءًا كبيرًا من رأس النمل الأبيض. أثبت النمل الأبيض في أمريكا الشمالية دقة كبيرة في التصويب بالمدفع على الرغم من إصابته بالعمى، مثل معظم النمل الأبيض. التفسير الدقيق لهذه الدقة من جانب النمل الأبيض في التصويب وقدرته على التوجه نحو عدوه لا يزال غير معروف، لكن البعض يعتقد أن قدراته تلك نابعة من حاسة «الشم أو السمع» في حقيقة الأمر. في بعض نويعات النمل الأبيض في أمريكا الشمالية، عند إطلاق إفرازها الغددي، يؤدي ذلك إلى فقد النمل الأبيض لفكيه مما يجبره على التقهقر إلى العش.nest. مع ذلك، طرأت على النمل الأبيض بأمريكا الشمالية تطورات كان من نتيجتها أن الفكين أصبحا يوفران قدرًا طفيفًا من الحماية أو الدفاع وبذلك لم يعُد فقد الفكين يعيق النمل الأبيض عن القيام بمهمته. من الممكن بالنسبة للنمل الأبيض أن يطلق هذه المادة من مدفعه لأكثر من مرة واحدة، وذلك إذا لم ينتهِ التهديد الذي دفعه إلى إطلاق مدفعيته في البداية.
تتميز المادة المقذوفة بأنها تشبه الغراء وتلتصق بالأشياء التي تصيبها مما يتسبب في التصاق أرجل العدو المهاجم بالأرض. ومع ذلك، وفي أحيان كثيرة، يصوب عدد من جنود النمل الأبيض على العدو فتقتل القوة المضاعفة «للطلقات» العدو وتغطيه في الوقت نفسه بالمادة الشبيهة بالغراء. وقد لوحظ كذلك أن الأعداء الذين ينجون من قوة هذه المادة، تتسبب لهم في العديد من الآثار السلبية، وسبب ذلك على الأرجح يرجع إلى التيربينات التي يحتوي عليها المركب. وأخيرًا، إذا لم يتعرض العدو للقتل نتيجة التأثيرات الأخرى، فإن الإفراز الصادر من النمل الأبيض يقضي على الحشرات المعادية بعد فترة تتراوح بين 24 و48 ساعة. عند المقارنة، يكون تأثير الإفراز على النمل الأبيض الذي ينتمي للنوع نفسه أسوأ بدرجة ملحوظة، حيث يسبب الإفراز الوفاة خلال فترة تتراوح بين 5 و6 ساعات.

## التركيب الكيميائي
كشفت اختبارات التركيب الكيميائي أن الإفراز يحتوي على نسبة 62% من مادة البينين و27% من مادة الميرسين و11% من مادة الليمونين. وتشكل هذه المركبات الثلاثة معًا نوعًا من التربينات يعرف باسم الراتينج. بعد المقارنة مع الإفرازات الشبيهة للنمل الأبيض خارج أمريكا الشمالية، والتي وُجد أن مركباتها غير سامّة، تقرر أن الإفرازات الغددية للنمل الأبيض بأمريكا الشمالية كان «شديد السُمّية» بالنسبة لأنواع الحشرات.
ومن المقطوع به أن الإفراز يحتوي على فيرمون تحذيري يحذر جنود النمل الأبيض الأخرى بشأن هجوم العدو ويجعلهم يطلقون قذائفهم عبر المدفع اليافوخي. وقد أميط اللثام عن أن البينين يعمل كذلك كـ«فيرمون تحذيري» وفي نفس الوقت كانت تشكل تركيبة التربينات. ونظرًا لأن النمل الأبيض الذي يصل متأخرًا لم يطلق مدفعيته، يُعتقد أن الراتينج يستمر فقط لفترة زمنية قصيرة قبل أن يتلاشى.